# Garnier Frères
A Librairie Garnier Frères ("Livraria Garnier Irmãos" em francês) foi uma livraria editora francesa, sediada em Paris. Foi fundada pelos irmãos Auguste e Hippolyte Garnier em 1833. A livraria e, em particular, a Livraria Garnier fundada pelo irmão Baptiste-Louis Garnier no Rio de Janeiro, teve um importante papel da editoração de livros no Brasil durante o período do Império e começo da República.

## História

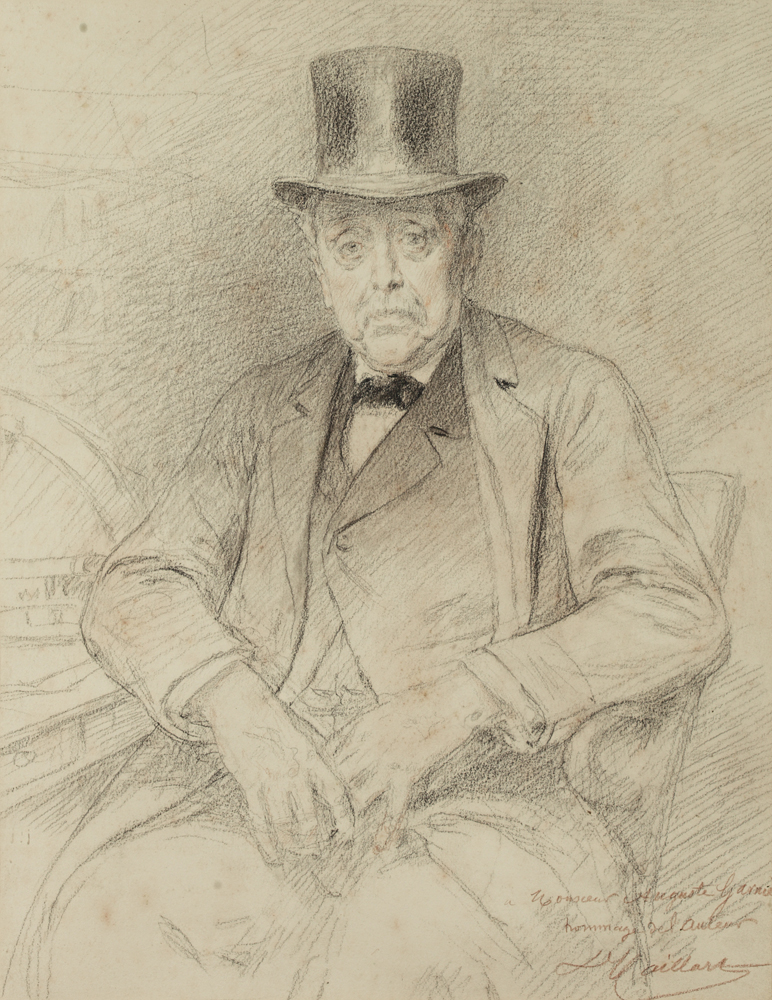
Retrato de Augueste Garnier, um dos editores-fundadores da Librairie Garnier, por Diogène Maillart.

A família dos irmãos Garnier é proveniente da península do Cotentin, na Normandia, noroeste da França. O pais dos fundadores, Jean Baptiste Garnier (1777-1828), açougueiro, e Madeleine-Cécile Lechevallier tiveram quatro meninas e cinco meninos: 
- Jean-Baptiste Garnier (1805–1859)
- Pierre-Auguste Garnier (1807–1899)
- Sophie-Rosalie Garnier (1809–Deceased)
- Jeanne-Thérèse Garnier (1811–Deceased)
- Auguste Désiré Garnier, mais conhecido como Auguste Garnier (1812–1887)[3]
- François-Hippolyte Garnier, mais conhecido como Hippolyte Garnier (1815–1911)
- Aimée-Rose Garnier (1817–1838)
- Octavie Garnier (1820–1839)
- Baptiste-Louis Garnier (1822–1893)

Entre os rapazes, apenas Jean-Baptiste permaneceu na fazenda familiar e não se envolveu com o negócio de livros. Ele e sua irmã, Sophie-Rosalie Garnier, foram os únicos a terem descendentes.
Auguste-Désiré, quando criança, desenvolveu boas habilidades de aprendizagem, levando o pároco de Lingreville a ensinar-lhe latim e grego, enviando-o, em 1828, para se tornar aprendiz com Monsieur Saint-Jorre, livreiro de La Manche instalado no Boulevard Montmartre em Paris..
Já Hippolyte começou a trabalhar na livraria parisiense Delaroque, Boulevard des Capucines, exemplo seguido mais tarde por Pierre, que começou na livraria estrangeira Truchy, boulevard des Italiens. 
Em 1833, Auguste e Hippolyte abriram uma livraria na galeria de Orléans no Palais-Royal, em Paris, e logo se juntaram a Pierre. Todos os três obtiveram sua licença de livreiro: Auguste em 9 de março 1835, Hippolyte em 22 de fevereiro 1838 e Pierre em 28 de março 1838. Fundaram então a editora Garnier Fréres, cujo acervo foi inicialmente sendo formado por meio de acquisição dos direitos de venda de outras casas editoras, bem como os fundos comerciais dos que abriam falência e liquidavam todo o estoque. Esses fundos compreendiam o mobiliário, os livros e as propriedades literárias (direitos sobre obras). Em 1841 adquirem os fundos do editor Henri-Louis Delloy, e em 1849, os de Salvat. Com esse, passam a vendem obras em espahol com o selo Garnier Hermanos. Em seguida, passam a expandir seus catálogos com a edição literária próprias, editaram obras de Chateaubriand, Victor Hugo, Balzac, as de Dubochet (1848) e Salva (1849), publicando também obras de escritores românticos e, posteriormente, a coleção de traduções de autores latinos de Panckoucke (1854) e a coleção Langlois-Leclercq (1859).
O irmão mais novo, Baptiste-Louis, após ter frequentado a escola em Coutance (Normandia), trabalhou na livraria dos irmãos mais velhos até 1844 quando revolveu se mudar para o Brasil e fundar uma filial no Rio de Janeiro. Fundada com o nome "Garnier Irmãos", a editora no Brasil passou a adotar a firma "B. L. Garnier" após 1852, e, algumas décadas depois, veio a se tornar a Livraria Garnier.

## Ascensão da editora Garnier Fréres
Seu primeiro sucesso foi a publicação do "Nouveau dictionnaire national" de Bescherelle em 1845, seguido pela publicação das obras completas de Chateaubriand e várias obras de Sainte-Beuve cujos irmãos eram próximos. Publicaram ainda obras de Musset, Gautier, Sand e Vigny.
Além de aquisição de fundos, a editora buscou outras fontes de acumulação de capital, como a comprar títulos de ferrovias, investimento em ações da bolsa de valores e a compra de imóveis situados nos mais valorizados boulevards.
Em 1852, transferiram-se para instalações maiores e mais prestigiadas, no Hôtel du Gouvernement de Paris, na esquina da rua de Lille e rua des Saints-Pères. A partir de lá, publicam novos dicionários, e autores contemporâneos: Honoré de Balzac, Zola, George Sand, Chateaubriand, Gustave Flaubert. A partir de 1863, passam a editar também com  livros escolares para o ensino primário e secundário, e diversificam na popularização da arte e da ciência.
Por várias vezes, a partir de 1848, tentaram desenvolver novos formatos e coleções baratas . Durante a revolução de 1848 e 1849, La Vérité aux ouvriers, aux paysans et aux soldats alcançou os números até então inédito de 600 000 cópias vendidas .
A venda de material obsceno também foi uma fonte lucrativa de renda. As estampas, impressas em tipografias da periferia,  eram vendidas nos esconderijos da loja, e exigiam enfrentar a vigilância policial, censura, multas e ameaças de prisão, em especial Pierre-Auguste, que acabou se especializando no ramo. Por posse de tais gravuras, Pierre-Augueste condenado em 1854 iria cumprir um ano de prisão se não fosse a a intervenção de Jules Taschereau (1801-1874), ex-membro do parlamento e administrador assistente da Biblioteca Nacional.>
Em 1858 foram condenados a uma multa e à prisão por terem publicado "Justiça na Revolução e na Igreja" por Proudhon.
Eles continuaram a adquirir fundos bibliográficos, incluindo o do Padre Migne, que morreu em 1875. Eles também compraram de volta seu negócio na avenue du Maine, sua editora e as terras adjacentes destruídas pelo fogo em 1868. Além disso, construíram um enorme armazém onde, entre outras coisas, foi escrito um dicionário enciclopédico em espanhol.. A partir de 1877, eles publicam a Correspondance de Grimm.
A morte de Augusto em 1887 não impediu o crescimento da empresa familiar. Em 1896, Hippolyte e Pierre lançaram uma nova coleção a um preço modesto, "Les classiques Garnier", que foi o resultado do reagrupamento das coleções "Latin Classics", "Greek Classics" e "Bibliothèque choisie". O aparato crítico que acompanha cada texto e a capa amarela brilhante tornam a editora famosa 
Com a morte de Baptiste-Louis Garnier em 1893 no Rio de Janeiro, o controle da Livraria Garnier passa as irmãos de Hippolyte, único irmão ainda vivo. Hippolyte, que jamais veio ao Brasil, decide enviar um gerente francês para a administração da loja, prática seguida por seu sucessor e sobrinho-neto Auguste-Pierre Garnier (1885-1966).
Em 15 de julho de 1911, Hippolyte faleceu em Paris. Ele deixou de herança ao município de Lingreville 60 títulos das ferrovias de Madri a Zaragoza e 60 títulos da ferrovia Lombard, desejando que a renda anual de cerca de 1.800 Francos fosse distribuída no aniversário de sua morte a jovens merecedores, casados dentro do ano e sem fortuna. O legado beneficiou os jovens de Lingreville até meados da década de 1970.

## A editora após a morte dos irmãos Garnier

Marca editorial da Garnier Frères e Livraria Garnier utilizada no começo do século XX.

Após a morte de Hippolyte, os negócio foram assumidos por seu sobrinho-neto, Auguste-Pierre Garnier(1885-1966). Sob sua direção, a empresa Garnier desenvolveu a Garnier Classics e criou as coleções "Prestige" e "Selecta". Também publica os álbuns infantis de Benjamin Rabier e da história em quadrinho do pato Gédéon.
Em 1964, Garnier e Flammarion Editions fundaram a coleção de bolso: "Garnier-Flammarion" para publicar os "Classiques Garnier" a preço de bolso sem seu aparato crítico.
Auguste-Pierre Garnier morreu em 1966, e foi enterrado em Quettreville-sur-Sienne. Seus dois filhos, Jean (1914-2010) e Bernard Garnier (1927-2010), sucederam-lhe , criando novas coleções como Les Classiques populaires, Les Classiques de la politique e Les Classiques de l'énigme. Novos dicionários e obras de literatura geral foram lançados . A publicação acadêmica prevaleceu gradualmente sobre a publicação popular..
Mas diante da competição do livro de bolso, a editora se enfraqueceu. A coleção Garnier-Flammarion foi vendida para Flammarion no outono 1979 sob o nome de GF Flammarion. A casa editoral pediu falência em junho 1983 e o fundo, compreendendo os 200 títulos da coleção "amarela", foi vendido para as "Presses de la Cité" e operado a partir de 1988 por Dunod-Bordas .
Em 1998, a marca Classiques Garnier foi adquirida pela empresa Classiques Garnier Multimédia, uma subsidiária da Infomedia.